# Irene Lieblich

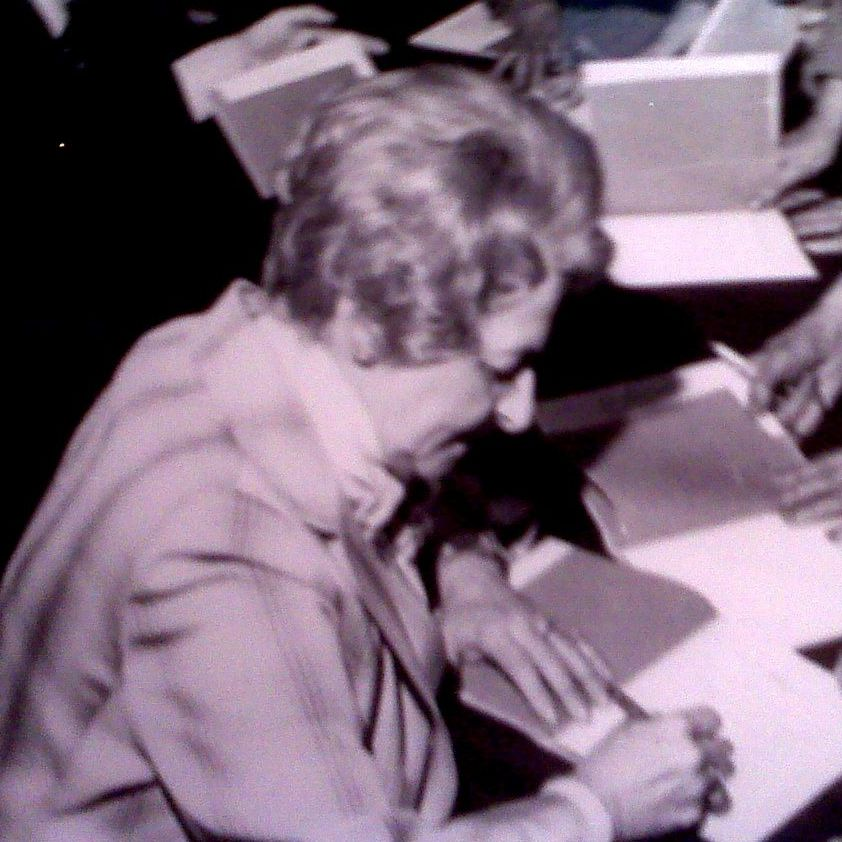
Irene Lieblich

Irene Lieblich (geboren 20. April 1923 als Irene Wechter in Zamość; gestorben 28. Dezember 2008) war eine polnisch-US-amerikanische Dichterin, Malerin und Illustratorin, die den Holocaust überlebte. Bekanntheit erlangte sie vor allem mit ihren Illustrationen der jiddischsprachigen Kinderbücher des Literaturnobelpreisträgers Isaac Bashevis Singer.

## Leben und Werk
Irene Lieblich war die Tochter von Leon Wechter und Chana Wechter geb. Brondwajn. Die Familie lebte in Zamość, wo Irene das jüdische Gymnasium besuchte. Ihr Vater arbeitete als Landarzt in den Schtetl um Zamość. Ihr jüngerer Bruder Nathan wurde im Holocaust getötet.
1946 heirateten Irene und Jacob Solomon Lieblich. Sie bekamen zwei Kinder, Nathan und Mahli. 1952 wanderte die Familie in die USA aus und lebte zunächst in Chicago. Sie zog später nach Brooklyn, wo sie von 1955 bis 1980 lebte. Von dort zog Lieblich mit ihrem Ehemann nach Miami Beach.
Während ihrer Zeit in Brooklyn veröffentlichte Irene Lieblich Gedichte in Zeitungen und Zeitschriften, darunter der jiddischen Tageszeitung The Jewish Daily Forward. Erst mit 48 Jahren belegte sie Kurse am Brooklyn Museum of Art und begann zu malen. Beim Art Festival of the Farband in New York gewann sie 1972 den ersten Preis.
1973 und 1974 nahm sie an einer Ausstellung der Artists Equity in New York teil. Dort sah der Schriftsteller Isaac Bashevis Singer ihre Bilder. Lieblich und Singer freundeten sich an, und sie illustrierte zwei seiner Bücher, A Tale of Three Wishes, erschienen 1976, und The Power of Light. Eight Stories for Hanukkah, erschienen 1980. 
Lieblichs Bilder stehen in der Tradition osteuropäischer Volkskunst und zeigen jüdisches Leben und jüdische Bräuche, vor allem in Lieblichs Heimat Osteuropa. Auch ihre Erfahrungen von Krieg und Verfolgung spiegeln sich in ihren Bildern.
Ab 2009 waren Lieblichs Buchillustrationen Teil der Wanderausstellung Isaac Bashevis Singer and his Artists.